# Alfred Ungelenk
Alfred Ungelenk (* 5. Dezember 1890 in Kirchremda; † 18. Oktober 1978 in Erlangen) war ein deutscher Physiker und Unternehmer.
Alfred Ungelenk gründete 1919 gemeinsam mit dem Glasbläser Otto Kiesewetter eine Fabrik zur Herstellung von Röntgenröhren in Rudolstadt. Er hat die Entwicklung von Röntgenröhren vorangetrieben. Seine Erfindung – die Anwendung der Hochtemperatur-Strahlungskühlung bei Drehanoden-Röntgenröhren im Jahre 1933 – war eine bahnbrechende technische Erneuerung, die auch in Drehanodenröhren heutiger Bauart angewendet wird.